# Makiko Tanaka
Pour les articles homonymes, voir Tanaka.
Makiko Tanaka (田中 眞紀子, Tanaka Makiko), née le 14 janvier 1944 à Bunkyō, est une femme politique japonaise. Fille du Premier ministre Kakuei Tanaka, elle prend la place de son père à sa mort à la Chambre des représentants du Japon. Elle y représente la préfecture de Niigata tout d'abord pour le Parti libéral-démocrate, puis pour le Parti démocrate du Japon.
Makiko Tanaka est nommée au sein de plusieurs gouvernements depuis 1994, devenant notamment la première femme à être nommée ministre des Affaires étrangères du Japon en 2001, dans le gouvernement Koizumi I, puis ministre de l'Éducation, de la Culture, des Sports, des Sciences et de la Technologie dans le gouvernement Noda en 2012.
Figure reconnue de la politique japonaise, Makiko Tanaka est remarquée pour son style de parole décontracté, informel et franc et ses prises de position réformistes et anti-corruption. Elle s'éloigne parfois de la ligne du gouvernement, ce qui lui vaut d'être évincée de plusieurs postes du Cabinet.

## Jeunesse et études

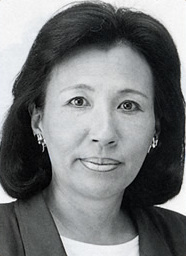
Makiko Tanaka en 1994, lors de son entrée dans le gouvernement Murayama.

Makiko Tanaka naît le 14 janvier 1944 à Bunkyō, un arrondissement de Tokyo. Elle est la fille de l'ancien Premier ministre Kakuei Tanaka. Après avoir étudié dans le secondaire aux États-Unis, Makiko Tanaka est admise à l'université Waseda, au sein de l'école de commerce. Elle obtient son diplôme en 1968. À cause des problèmes de santé de sa mère, elle agit en tant que première dame officieuse du Japon aux côtés de son père durant son mandat, de 1972 à 1974,.
Après le mandat de son père, elle travaille dans la société Broadcasting System of Niigata (en), soutient la campagne électorale de son mari, Naoki Tanaka, avant de s'occuper de son père, affaibli par un accident cardio-vasculaire. Elle travaille également dans la société de transports publics Echigo Kotsu (en), dont elle est vice-présidente, puis présidente.

## Carrière électorale

### Entrée en politique et évolution au sein du PLD
Elle commence sa carrière politique lors des élections législatives japonaises de 1993, où elle se présente dans le fief de son père récemment décédé, la troisième circonscription de la préfecture de Niigata. Elle se présente sans l'investiture d'aucun parti, mais bénéficie de la popularité de son père. Elle rejoint le Parti libéral-démocrate peu de temps après son élection à la Diète de Japon. Elle rejoint alors le gouvernement Murayama en 1994, un an après son élection, un gouvernement de coalition où elle occupe le poste de directrice de l'Agence des Sciences et Technologies, ancêtre de l'actuel ministère de l'Éducation, de la Culture, des Sports, des Sciences et de la Technologie. Elle est réélue lors des élections législatives japonaises de 1996 et de 2000, cette fois sous l'investiture du PLD et dans la cinquième circonscription de la préfecture de Niigata, à la suite d'un redécoupage des circonscriptions.  

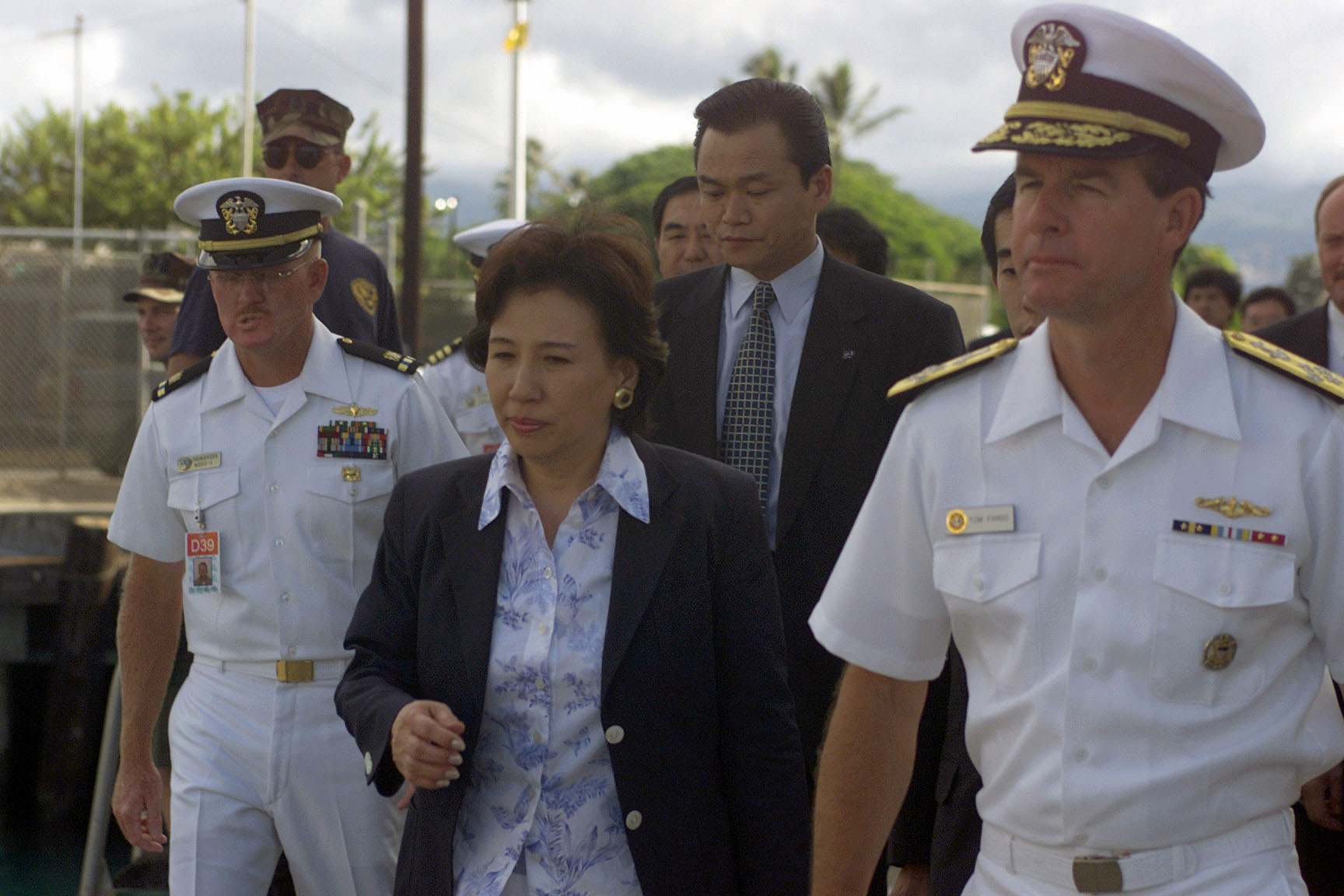
Makiko Tanaka en 2001, en visite officielle à Pearl Harbor en tant que ministre des Affaires étrangères.

À la suite de ces élections, son style de prise de parole décontracté, informel, ainsi que son esprit vif font d'elle une figure politique très populaire au Japon. Elle apporte son soutien à la candidature du réformiste Jun'ichirō Koizumi au poste de Premier ministre du Japon. Une fois ce dernier élu, elle est nommée en 2001 au poste de ministre des Affaires étrangères dans le premier gouvernement de Jun'ichirō Koizumi, première femme à occuper ce poste au Japon.
À ce poste, elle crée la polémique à cause de ses propos francs et réformistes, s'attaquant notamment à la corruption au sein même de la Diète et de son ministère, conduisant plusieurs membres de la Diète à lancer une motion l'empêchant de représenter le Japon aux Nations unies durant son mandat. Elle est également la cible de critiques au sein de son propre parti, pour ses propos s'éloignant parfois de la ligne directrice gouvernementale. Durant son mandat, elle entre en conflit à plusieurs reprises contre les bureaucrates de son ministère,, et fait face à des accusations de détournements de fonds,. Elle est évincée du gouvernement Koizumi, et est remplacée par Yoriko Kawaguchi,, qui devient la deuxième femme à prendre la tête de ce ministère. Elle démissionne également de son poste de députée, et est exclue du PLD pour une durée de deux ans.

### Départ du PLD et carrière au Parti démocrate

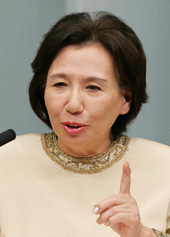
Makiko Tanaka en 2012, lors de sa nomination au gouvernement Noda.

Lors des élections législatives japonaises de 2003, Makiko Tanaka se présente à sa réélection, toujours dans la cinquième circonscription de la préfecture de Niigata, cette fois en tant qu'indépendante. Elle est réélue grâce à ses partisans, qui voient en elle une réformatrice secouant la vie politique japonaise avec son franc-parler. Elle est également réélue en 2005, puis rejoint le Parti démocrate du Japon en 2009, alors principale force d'opposition,. Makiko Tanaka fait campagne en lors des élections législatives de 2009 sous leur investiture, et est à nouveau réélue à la Diète.
Du 1er octobre 2012 au 26 décembre 2012 elle est nommée ministre de l'Éducation, de la Culture, des Sports, des Sciences et de la Technologie dans le 95e Cabinet du Japon dirigé par Yoshihiko Noda. Cette nomination est faite dans un espoir de profiter de la notoriété de Makiko Tanaka pour sauver le gouvernement Noda, alors en grande perte de popularité. De plus, Makiko Tanaka ayant des liens avec plusieurs dirigeants politiques chinois, cette nomination est également faite dans une optique d'apaisement après plusieurs conflits autour de la vente des îles Senkaku. Elle effectue néanmoins plusieurs gaffes lors de son mandat, s'opposant encore une fois à son propre gouvernement sur certaines questions liées à l'ouverture d'universités au Japon.
Makiko Tanaka échoue à se faire réélire lors des élections législatives de 2012, et démissionne en conséquence de son poste de ministre, avec le reste du gouvernement,. Elle annonce en 2014 ne pas souhaiter se représenter aux élections législatives de la même année.
Durant ses mandants parlementaires, Makiko Tanaka préside également plusieurs commissions à la Chambre des représentants du Japon, notamment la commission des affaires étrangères, ou la commission de l'éducation, de la culture, des sports, des sciences et de la technologie.

## Retraite
Le 21 septembre 2020, Makiko Tanaka fait partie des 56 signataires, dont son mari Naoki Tanaka et l'ancien Premier ministre japonais Yukio Hatoyama, d'une lettre adressée à 22 pays alliés à signer le Traité sur l'interdiction des armes nucléaires des Nations unies de 2017.
Elle reçoit en 2022, toujours avec son mari, le Cordon de Printemps de l'Ordre du Soleil Levant, pour leurs contributions à la politique japonaise.
Tanaka reste impliquée dans la politique nationale, étant régulièrement consultée par des membres de la Diète, ou participant à des commissions visant à reformer la politique du pays,. Elle continue à user de son franc parler pour commenter la vie politique japonaise, même après son retrait de la Diète, critiquant notamment les Premiers ministres Yoshihide Suga et Fumio Kishida,.

## Prises de position
Durant ses différents mandats, Makiko Tanaka milite pour une meilleure intégration des femmes dans la société et la vie politique japonaise, et est notamment membre de la succursale japonaise de la société internationale pour le bien-être des femmes.

## Vie privée
Makiko Tanaka est mariée à l'homme politique Naoki Tanaka, qu'elle épouse en 1969, et avec qui elle a un fils et deux filles.